# Заставный, Владимир Андреевич
Влади́мир Андре́евич Заста́вный (укр. Володимир Андрійович Заставний; род. 2 сентября 1990, Львов) — украинский футболист, защитник клуба «Ресовия».

## Игровая карьера
В ДЮФЛ Украины выступал за «Рух» (Винники) и ФК «Моршин». Пробовался полгода в харьковском «Металлисте», но из-за травмы упустил шанс закрепиться в дубле команды. Весной 2009 года провёл 6 игр в составе «Энергии» (Львов) в высшей лиге Украины по футзалу.
В футболе на профессиональном уровне дебютировал осенью 2010 года в первой лиге в составе ужгородского «Закарпатья». 1 октября 2010 вышел на замену на 88-й минуте в домашней игре против «Гелиоса». В общем провёл в ужгородской команде 3 поединка в чемпионате и один в Кубке Украины, после чего весной 2011 года покинул команду и стал выступать за любительский «Берегвидейк».
Летом 2011 года подписал контракт с перволиговым «Львовом», за который выступал до конца года. Весной 2012 года перешёл в молдавский «Зимбру», в его составе в том же сезоне стал обладателем бронзовых медалей чемпионата, а в конце лета в выездном матче против валлийского клуба «Бангор Сити» дебютировал в еврокубках.
Зимой 2014 года перешёл в «Дачию» (Кишинёв). В его составе в сезоне 2014/15 стал обладателем серебряных медалей чемпионата. По результатам сезона вошёл в символическую сборную молдавской Национальной дивизии на месте левого защитника.

## Достижения

### Индивидуальные
- Лучший левый защитник сезона чемпионата Молдавии: 2014/15

### Командные
- Серебряный призёр чемпионата Молдавии (3): 2014/15, 2015/16, 2016/17
- Финалист Кубка Молдавии: 2014/15
- Бронзовый призёр чемпионата Молдавии: 2011/12